# Вольский, Адольф Васильевич
Адольф Васильевич Вольский (нем. Adolf von Wolski; 1811—1879) — генерал-лейтенант, первый директор Владимирского Киевского кадетского корпуса.

## Биография
Родился 12 (24) февраля 1811 года.
В августе 1829 года окончил Динабургскую школу прапорщиков, из которой был выпущен в Образцовый пехотный полк. В 1831 году участвовал в подавлении польского восстания.
С 1850 года — в штабе Главного начальника военно-учебных заведений; полковник лейб-гвардии Финляндского полка. В 1852 году был назначен заведующим неранжированным Киевским кадетским корпусом; 7 апреля 1857 года был произведён в генерал-майоры, а с 30 августа 1857 года занимал должность директора Владимирского Киевского кадетского корпуса — до 1865 года. С 30 августа 1864 года — генерал-лейтенант. Был членом попечительского совета заведений Общества призрения.
Умер 10 (22) октября 1879 года. Похоронен на Смоленском лютеранском кладбище.

## Награды
- орден Св. Анны 4-й ст. «за храбрость» (1831)
- орден Св. Анны 3-й ст. с бантом (1831)
- золотое оружие (1831)[уточнить]
- орден Св. Георгия 4-й ст. за 25 лет (1852)
- орден Св. Станислава 1-й ст. (1860)
- орден Св. Анны 1-й ст. с мечами (1867)
- орден Св. Владимира 2-й ст. (1868)
- орден Белого орла (1871)

## Семья
С 16 марта 1840 года был женат на Констанции Соколовской (26.05.1824—08.05.1888). Их дети:
- Константин (23.08.1850 — после 1907), генерал-лейтенант
- Рудольф (1853 — не ранее 1913), генерал от артиллерии
- Николай (03.02.1855 — не ранее 1917), генерал-майор.
- Владимир (10.01.1858 — 21.10.1869)

Определением Сената от 18 апреля 1886 года сыновьям было «разрешено именоваться родною фамилиею Елита-фон Вольский».